# Margret Seemann
Margret Seemann (* 19. Dezember 1961 in Wittenburg) ist eine deutsche Politikerin (SPD).

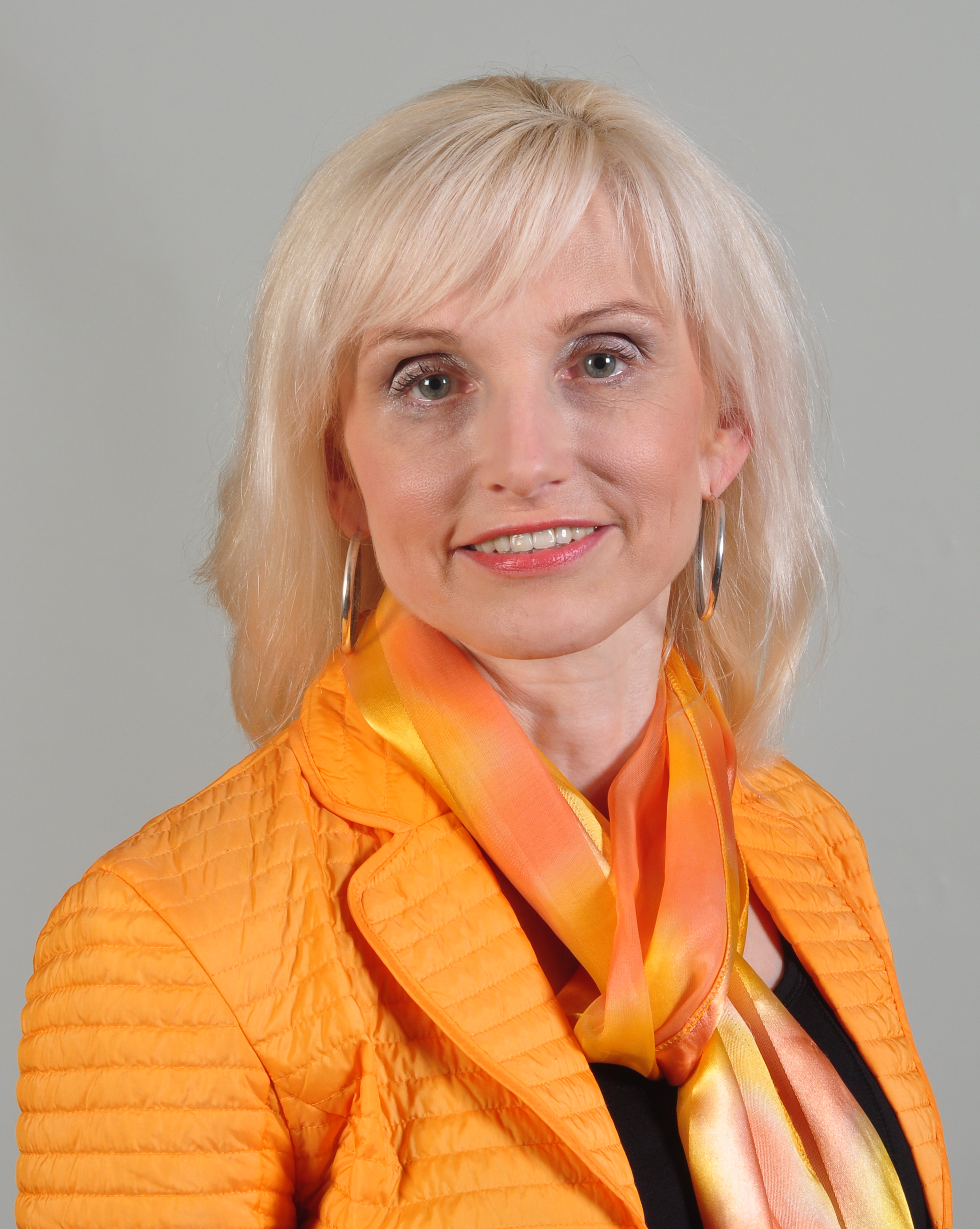
Margret Seemann, 2013

Sie war von 1998 bis Ende 2013 Mitglied des Landtages von Mecklenburg-Vorpommern und von 2002 bis 2011 zugleich parlamentarische Staatssekretärin für Frauen und Gleichstellung in der Landesregierung des Landes Mecklenburg-Vorpommern. Von Januar 2014 bis Oktober 2020 war sie Bürgermeisterin der Stadt Wittenburg.

## Leben und Beruf
Nach dem Abitur 1980 an einer Erweiterten Oberschule (EOS) in Hagenow absolvierte Margret Seemann ein Studium an der Universität Rostock, welches sie 1984 als Diplom-Lehrerin für die Fächer Geschichte und Deutsch beendete. Anschließend war sie als Lehrerin in Bad Doberan tätig und wechselte 1986 im Rahmen einer Aspirantur in die Lehrerausbildung an der Universität Rostock. 1990 erfolgte hier ihre Promotion (Dissertation A) mit der Arbeit „Zu den schulpolitischen Auseinandersetzungen im Mecklenburg-Schwerinschen Landtag über das höhere Schulwesen und dessen Entwicklung während der Weimarer Republik“.
Anschließend war sie als Referentin für Bildung, Jugend und Sport der SPD-Landtagsfraktion im Landtag von Mecklenburg-Vorpommern tätig. 1994 wechselte sie als Referentin in die Landesregierung von Mecklenburg-Vorpommern und war hier zuletzt zuständig für das Referat Strukturwandel und Berufliche Qualifizierung im Sozialministerium.
Margret Seemann ist geschieden und hat zwei Söhne.

## Partei
Seit 1993 ist Margret Seemann Mitglied der SPD und seit 1996 stellvertretende Vorsitzende des SPD-Kreisverbandes Ludwigslust bzw. seit 2011 Ludwigslust-Parchim.

## Abgeordnete
Von 1998 bis 2013 war sie Mitglied des Landtages von Mecklenburg-Vorpommern. Hier war sie von 1998 bis 2002 sozial- und gleichstellungspolitische Sprecherin der SPD-Landtagsfraktion und Vorsitzende des Landtagsausschusses für Soziales, Gesundheit, Familie, Frauen, Jugend, Senioren und Sport. Am 24. Oktober 2011 wurde sie zur stellvertretenden Fraktionsvorsitzenden gewählt.

## Öffentliche Ämter
Am 6. November 2002 wurde sie als parlamentarische Staatssekretärin und als Frauen- und Gleichstellungsbeauftragte der Landesregierung in die von Ministerpräsident Harald Ringstorff geführte Landesregierung von Mecklenburg-Vorpommern berufen. Dieses Amt hatte sie bis zu dessen Abschaffung mit Beginn der 6. Wahlperiode im Oktober 2011 inne. Die Zuständigkeit für Gleichstellung wechselte in das Sozialministerium Mecklenburg-Vorpommern. In der 7. Wahlperiode wurde mit Patrick Dahlemann erneut ein Parlamentarischer Staatssekretär ernannt.
Am 22. September 2013 wurde Margret Seemann zur Bürgermeisterin der Stadt Wittenburg gewählt, die Amtszeit des bisherigen Bürgermeisters endete mit Ablauf des 31. Oktober 2013.  Mit Amtsantritt musste Margret Seemann ihr Abgeordnetenmandat aufgeben, da dieses mit der Tätigkeit als Kommunalbeamtin unvereinbar ist. Bei der Neuwahl im Oktober 2020 gewann Seemann den ersten Wahlgang mit 49,1 Prozent, verfehlte aber die absolute Mehrheit; im zweiten Wahlgang („Stichwahl“) erhielt ihr Kontrahent Christian Greger 54,6 Prozent und Seemann 45,4 Prozent der Stimmen, die Wahlbeteiligung lag bei 61,5 Prozent.